# De Gereformeerde Kerken in Nederland
De Gereformeerde Kerken in Nederland (mét het lidwoord de in de naam) was een kerkgenootschap dat in 2003 ontstond vanuit een verontruste groep leden binnen de Gereformeerde Kerken vrijgemaakt.
Omdat ook de Gereformeerde Kerken vrijgemaakt (GKv) en de Gereformeerde Kerken die zijn opgegaan in de PKN (GKN) aanspraak maken op deze naam, wordt "ter voorkoming van misverstanden, in gevallen waarin verwarring is te duchten, tussen haakjes achter de officiële naam de aanduiding "hersteld" geplaatst". Als afkorting hanteerden de hier besproken kerken DGK, maar daarnaast werd door de media en ook wel door de kerken zelf ook wel de verkorte benaming Gereformeerde Kerken (hersteld) gebruikt, afgekort GKH, ter onderscheid met de GKv en de GKN. In de begintijd werd de kerk ook wel aangeduid als de Nieuwe Vrijgemaakte Kerken. Op 5 oktober 2024 is het kerkgenootschap gefuseerd met de Gereformeerde Kerken Nederland tot het kerkverband Gereformeerde Kerken.

## Voorgeschiedenis

Ontstaan van de verschillende stromingen in Nederland

Binnen de vrijgemaakte kerken (GKv) kwamen steeds sterkere geluiden van 'verontruste' leden over de koers van de kerken. Deze geluiden werden sinds 1991 vertolkt in het blad Reformanda. Een belangrijke rol binnen deze beweging had dr. P. van Gurp.
De verontrusting had deels te maken met toenemende contacten van de vrijgemaakte met de Nederlands Gereformeerde en Christelijke Gereformeerde kerken. Daarnaast was er zorg over het handhaven van het 4e gebod (volgens hen de grondslag van de zondagsrust) en het 7e gebod (verbod op overspel; men doelt op de toepassing bij echtscheiding) van de Tien geboden. Ook had men bezwaar tegen de mogelijkheid om in kerkdiensten liederen uit het Liedboek voor de Kerken te gebruiken (naast de psalmen en de beperkte groep gezangen die de GKv al kende) en tegen de mogelijkheid dat nu niet alleen predikanten, maar ook ouderlingen de zegen konden opleggen.
De besluiten op GKv-synode in Zuidhorn van 2002/2003 waren voor de 'verontrusten' de aanleiding voor een oproep tot 'reformatie en bekering' (de koers van de kerk beschouwde men als 'deformatie', dus een verlaten van de Reformatie waaruit de kerk was voortgekomen), concreter gesteld een oproep om de synodebesluiten niet te ratificeren, en vervolgens tot een 'nieuwe vrijmaking' (een term die verwijst naar de Vrijmaking van 1944), waarbij plaatselijke kerken en individuele gelovigen zich losmaakten van het kerkverband, dat volgens hen de rechte leer verlaten had. Op 20 september volgde een 'landelijke vrijmakingsvergadering' in Zwolle. Op die vergadering werd de Akte van Vrijmaking of Wederkeer voorgelezen.
Na een voorbereidende landelijke vergadering is in 2005 een eerste synodevergadering bijeengeroepen te Mariënberg; de synode liep door tot in 2006.
Bij het ontstaan van de Nieuwe Vrijgemaakte kerken hebben deze besloten de synodebesluiten van de vrijgemaakte kerken voor wettig te houden, voor zover die genomen zijn tot en met 1990. (Het jaartal 1990 wordt tevens gebruikt als maatstaf voor het beoordelen van 'leespreken', zie onder.) Veel synodebesluiten die later genomen zijn, zijn door de Nieuwe Vrijgemaakte kerken verworpen op de eerste generale synode. Zo werd het besluit uit 1993 herroepen dat vrouwen in plaatselijke kerken mogen meestemmen over de benoeming van ambtsdragers; in de 'herstelde' kerken hebben vrouwen dit recht dus niet, vanwege de onderdanige, ondergeschikte positie die God en de Bijbel aan de vrouw zouden toekennen.

## Naamgeving
Op de synode van Mariënberg werd ook over de naam van het te vormen kerkverband gesproken. Het voorstel was om de kerken "Gereformeerde Kerken in Nederland" te laten heten. De naamgeving ligt echter wat moeilijk, omdat ook de Gereformeerde Kerken in Nederland (GKN) deze naam dragen. Hoewel deze in 2004 zijn opgegaan in de Protestantse Kerk in Nederland (PKN), noemt het overgrote deel van de plaatselijke gereformeerde kerken zich nog altijd "Gereformeerde Kerk". Bovendien maakt de PKN kerkordelijk aanspraak op de naam "Gereformeerde Kerken in Nederland", terwijl het ook de officiële naam is van de vrijgemaakt-gereformeerde kerken.
Op 18 maart 2006 is uiteindelijk besloten om toch te kiezen voor de naam De Gereformeerde Kerken in Nederland (DGK), met als onofficieel achtervoegsel (hersteld). Deze naam lijkt op die van de vroegere Gereformeerde Kerken in Hersteld Verband, een kerkverband dat in 1926 ontstond na de schorsing van ds. Geelkerken door de gereformeerde synode en in 1946 is opgegaan in de Nederlandse Hervormde Kerk. Deze Gereformeerde Kerken in Hersteld Verband vormden destijds een afsplitsing aan de linkerzijde van de GKN, terwijl De Gereformeerde Kerken (hersteld) juist een afsplitsing aan de rechterzijde zijn van de Gereformeerde Kerken vrijgemaakt (die zelf in 1944 zijn afgesplitst van de GKN).

## Afsplitsing
In 2006 bepaalde de synode dat de kerk te Zwijndrecht geen deel meer uitmaakte van het kerkverband, omdat deze zelfstandige besluiten wilde nemen terwijl het kerkverband vond dat Zwijndrecht op dat moment slechts een 'wijkgemeente' van Berkel en Rodenrijs/Bergschenhoek kon zijn. Een deel van de wijkgemeente te Veenendaal (eveneens van de gemeente Berkel en Rodenrijs) maakte zich vrij van het kerkverband en sloot zich bij Zwijndrecht aan. Ambtsdragers in verschillende andere gemeenten werden ook geschorst in de jaren na 2006. Verschillende mensen verweten de leiding van de GKH 'kerkisme' terwijl andersom juist het verwijt van 'independentisme' kwam.
In 2009 vormden afgescheurde gemeenten en groepen een nieuw kerkverband samen met andere gemeenten die zich hadden losgemaakt van de vrijgemaakten (maar zich niet bij de GKh hadden aangesloten): de Gereformeerde Kerken Nederland. Vanaf 2014 is er een voorzichtige toenadering tussen beide kerkverbanden. In 2018 en 2019 hebben GKN respectievelijk DGK over en weer elkaar herkend als kerken van Christus.
Op 5 oktober 2024 besloot de generale synode Groningen 2024 om met ingang van die datum met de Gereformeerde Kerken Nederland te herenigen tot het kerkverband Gereformeerde Kerken.

## Kerkorganisatie en gemeenten
De Gereformeerde Kerken in Nederland (hersteld) hanteerde de Dordtse kerkorde in de versie die in 1978 werd vastgesteld door de Gereformeerde Kerken in Nederland (vrijgemaakt), met enkele aanpassingen, met name met het oog op de kleine omvang van het nieuwe kerkverband. Er was een getrapte bestuursstructuur met bovenaan een driejaarlijkse generale synode.
Het kerkgenootschap organiseerde zich na oprichting in twee classes: Noord-Oost (Oost-Overijssel en de noordelijke provincies) en Zuid-West (in een strook van Zuid-Holland tot West-Overijssel). Anno 2022 behoorden:
- tot de classis Zuid-West zes kerken: Lansingerland (voorheen Berkel en Rodenrijs/Bergschenhoek, nu kerkende te Bleiswijk), Amersfoort (tot 2007 Veenendaal), Dalfsen (sinds 2013, twee jaar eerder uit de GKv getreden), Rijnsburg (sinds 2022, een jaar eerder uit de GKv getreden), Bunschoten-Spakenburg (sinds 2024, in 2020 uit de GKv getreden) en Zwolle (voorheen met wijkgemeente Ermelo, tegenwoordig met een gemeente-onder-zorg in 't Harde);
- tot de classis Noord-Oost vier kerken: Lutten (voorheen Bergentheim/Bruchterveld), Assen (met wijkgemeente Emmen), Groningen en Opeinde (Friesland) (voorheen Olterterp). Op 5 oktober 2024 is de DGK-gemeente in Mariënberg (die in 2017/2018 buiten het kerkverband kwam te staan) weer toegelaten tot het kerkverband.[8]

Omdat er slechts een beperkt aantal predikanten aangesloten was bij deze kerken, werd in de eredienst vaak gebruik gemaakt van eerder geschreven preken (voorgelezen door een kerkganger). Bij de beoordeling of een preek in aanmerking kwam als 'leespreek', was de auteur ervan een belangrijke maatstaf. Commissies van het kerkverband hadden lijsten aangelegd met predikanten die in aanmerking komen.
Ter opleiding van predikanten kondigde het kerkgenootschap in 2012 aan een eigen particuliere 'Opleiding tot de dienst des Woords' te beginnen vanwege slechte ervaringen met de Theologische Universiteit Apeldoorn, waar toen drie leden studeerden. Een deel van de vakken zou wel bij die universiteit worden ingekocht. In 2013 verscheen een studiegids.